# New York State Route 169
New York State Route 169 (NY 169) ist eine in Nord-Süd-Richtung verlaufende State Route im Herkimer County, New York in den Vereinigten Staaten. Sie erstreckte sich über eine Länge von 20,25 km (12,58 mi.) von der Kreuzung mit der NY 5S in der Town of Danube bis zur Kreuzung mit NY 28 und NY 29 im Village of Middleville und verbindet die City of Little Falls mit dem New York State Thruway (Interstate 90 oder I-90), welche die Stadt südlich umgeht. Außerhalb von Little Falls ist NY 169 eine zweistreifige Landstraße, die durch dünn besiedeltes Gebiet führt. Ursprünglich befand sich der Anfangspunkt der Straße in Little Falls, als diese bei der Neunummerierung der Highways in New York 1930 geschaffen wurde; sie wurde Anfang der 1970er südwärts verlängert bis zu einer neuen Ausfahrt des Thruway.

## Streckenbeschreibung

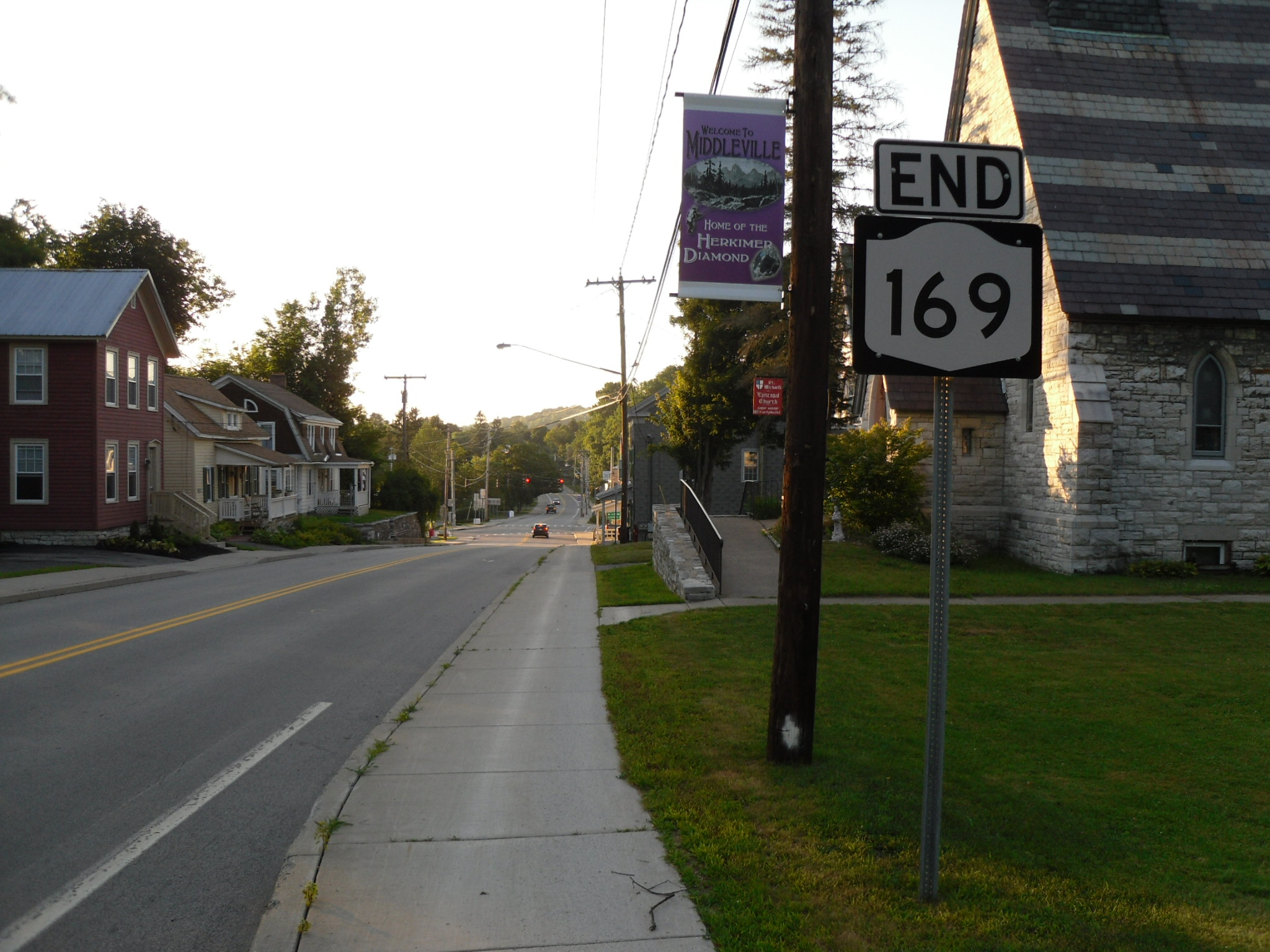
NY 169 an ihrem Endpunkt bei der Kreuzung mit NY 28 und NY 29 in Middleville

NY 169 beginnt nördlich unweit des Exit 29A des New York State Thruway (I-90) an der Kreuzung mit der NY 5S in Danube, New York. Sie führt zunächst nordwärts durch die ländliche Town und parallel zu einer Straße, die von der Autobahnausfahrt nach Norden über die NY 5S hinwegführt. Nach etwa 0,5 km vereinigen sich beide Straßen, wodurch die NY 169 mit dem Thruway verbunden wird. NY 169 führt weitere 0,4 km in nördlicher Richtung bis an das Südufer des Mohawk River, wo sie nach Nordwesten abknickt und dem Fluss durch ein bewaldetes Gebiet folgt und hineinführt in die City of Little Falls.
Bei der Annäherung an Little Falls schlägt die Streckenführung eine leichte Biegung nach Norden ein. Die Straße überquert den Fluss, der hier ein Teil des Erie Canal ist und die zu CSX Transportation gehörende Mohawk Subdivision und führt dann zur Kreuzung mit einer Straße mit getrennten Richtungsfahrbahnen, die NY 5 und NY 167 ausgeschildert sind. NY 169 biegt hier ab nach Westen und erreicht nach etwa 400 m den westlichen Rand des Zentrums. Die entstehende Überlappung mit NY 167 ist gegenläufig zur Kilometrierung jener Strecke, weil NY 169 nordwärts mit NY 167 südwärts zusammenfällt und umgekehrt. An der East Main Street trennt sich NY 169 von NY 5/NY 167 und folgt der East Main Street ins Zentrum der Stadt. Die Straße teilt sich drei Querstraßen weiter in ein Paar von Einbahnstraßen, wobei in Richtung Süden NY 169 einen Block versetzt auf der Albany Street verläuft.
Dieses Paar Einbahnstraßen spannt drei Blöcke im Central Business District bis hin zur Ann Street. Von hier verläuft NY 169 nordwärts in ein Wohngebiet. An der Kreuzung von Albany Street und Ann Street trifft NY 169 auch wieder auf die nordwärts gerichtete NY 167, die sich dieser Kreuzung von Westen her entlang der Albany Street annähert und der südlichen Richtung von NY 169 folgt, als diese aus der Ann Street nach Osten auf die Albany Street biegt. NY 169 folgt der Ann Street in nördlicher Richtung vier Blöcke (in der Gegenrichtung sind es fünf) bis zur Monroe Street, wo die Straße das südliche Ende der NY 170 kreuzt.

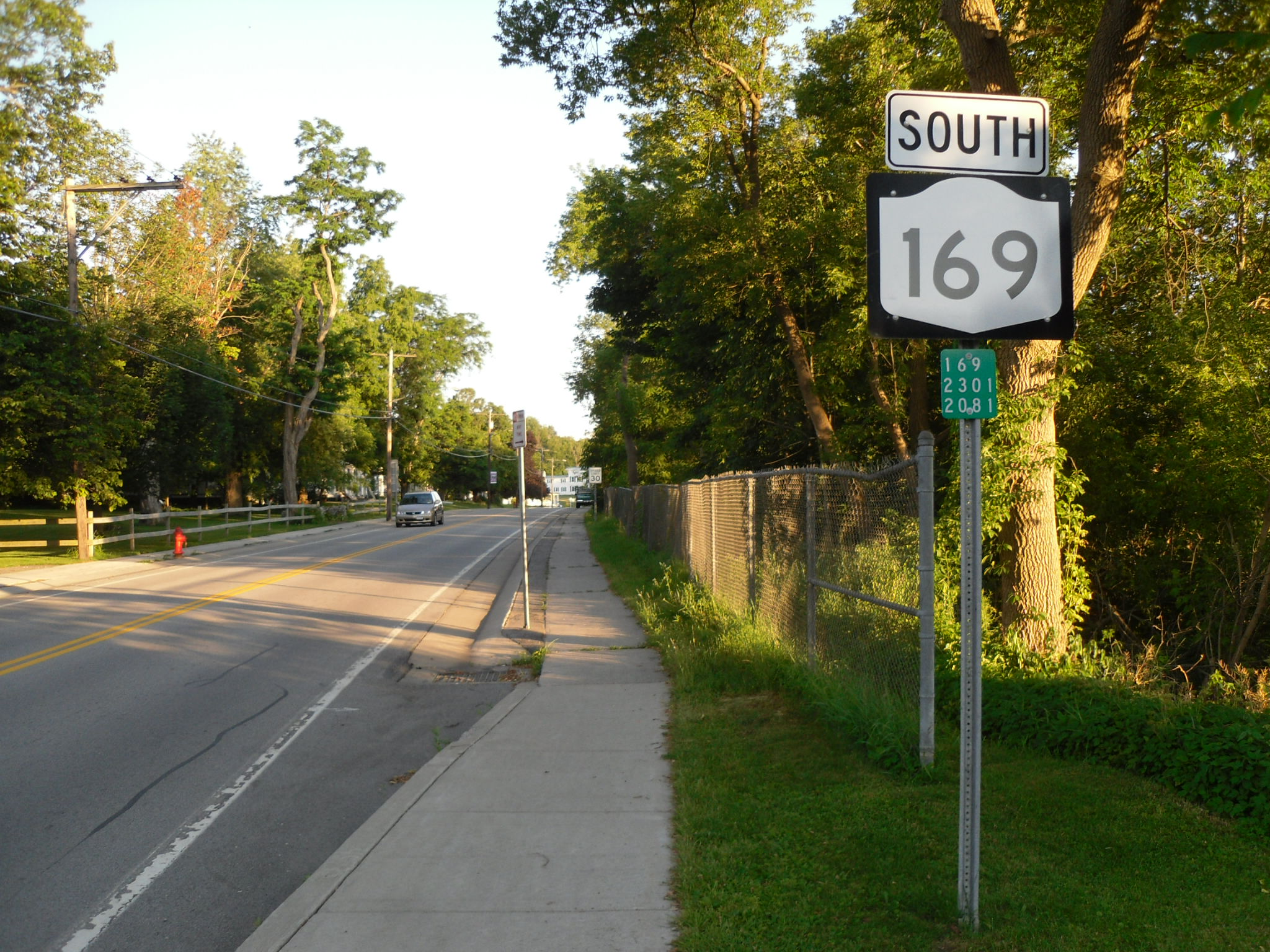
NY 169 heading southbound in Middleville

Die East Monroe Street, östlich der Ann Street, führt als NY 170 den nördlichen Rand der Stadt entlang, während die NY 169 von der West Monroe Street einige Häuser weiter nach Nordwesten und schließlich aus der Stadt geführt wird. Nunmehr im Gebiet der Town of Little Falls führt die Straße zumeist durch offenes Gebiet mit einer kleinen Zahl verstreuter Häuser. Sie erreicht schließlich die Town of Fairfield, wo sie eine stärker nach Norden gerichtete und doch gewundenere Trasse annimmt. Nach etwa 7 km erreicht die Straße Middleville, etwa 13 km nordwestlich von Little Falls. In diesem Ort passiert NY 169 eine Reihe von Häusern, bevor sie an der Kreuzung mit der NY 28 und dem westlichen Terminus der NY 29 endet.
Der Abschnitt der NY 169 zwischen der NY 5 und der nördlichen Stadtgrenze von Little Falls wird von der City unterhalten, doch der Rest der Landstraße untersteht dem New York State Department of Transportation (NYSDOT).

## Geschichte
Der Abschnitt der heutigen NY 169 zwischen Little Falls und Middleville wurde 1910 Teil der Route 26, einer unbeschilderten Landstraße per Gesetz. Sie wurde erst ausgeschildert, als 1930 die Highways in New York neu nummeriert wurden; ihr Anfangspunkt lag ursprünglich im Zentrum von Little Falls. Die Strecke wurde Anfang der 1970er Jahre südwärts bis zur NY 5S verlängert, um die neue Auffahrt (Exit 29A) des New York State Thruway anzubinden.

## Hauptkreuzungen
| Lage                 | Meile | km    | Richtung                 | Bemerkungen                                                           |
| -------------------- | ----- | ----- | ------------------------ | --------------------------------------------------------------------- |
| Danube               | 0,00  | 0,00  | NY 5S                    |                                                                       |
| Danube               | 0,37  | 0,60  | I-90 /Thruway Exit 29A   |                                                                       |
| City of Little Falls | 2,31  | 3,72  | NY 5 east / NY 167 north | östliches Ende der Überlappung von NY 5 / NY 169 und NY 167 / NY 169  |
| City of Little Falls | 2,53  | 4,07  | NY 5 west / NY 167 south | westliches Ende der Überlappung von NY 5 / NY 169 und NY 167 / NY 169 |
| City of Little Falls |       |       | NY 167 north             | Kreuzung nur in südlicher Richtung                                    |
| City of Little Falls | 3,28  | 5,28  | NY 170                   | südlicher Endpunkt der NY 170                                         |
| Middleville          | 12,42 | 19,99 | NY 28 / NY 29            | westlicher Endpunkt der NY 29                                         |

## Belege
1. 1 2 3 4  Yahoo Maps (Hrsg.): overview map of NY 169.  [Karte]. (englisch, yahoo.com [abgerufen am 14. August 2012]).
2. ↑  Herkimer County Inventory Listing. (CSV) New York State Department of Transportation, 2. März 2010, abgerufen am 14. August 2012 (englisch).
3. ↑  New York State Department of Highways: Report of the State Commissioner of Highways. J. B. Lyon Company, Albany, NY 1920, S. 539 (englisch, google.com [abgerufen am 14. August 2012]).
4. ↑  General Drafting (Kartograph): Road Map of New York.  [Karte]. Hrsg.: Standard Oil Company of New York. 1930 (englisch).
5. ↑  Rand McNally and Company (Kartograph): New York Thruway.  [Karte]. Hrsg.: New York State Thruway Authority. 1971 (englisch).
6. ↑  H.M. Gousha Company (Kartograph): New York.  [Karte]. Hrsg.: Shell Oil Company. 1973. Auflage. 1973 (englisch).
7. ↑  2008 Traffic Volume Report for New York State. (PDF) New York State Department of Transportation, 16. Juni 2009, S. 177, abgerufen am 14. August 2012 (englisch).